# کیمی (فیلم)
کیمی (به انگلیسی: Kimi) فیلمی آمریکایی در ژانر فیلم دلهره‌آور |جنایی به کارگردانی استیون سودربرگ و نویسندگی و تهیه‌کنندگی دیوید کپ است. زوئی کراویتز، ریتا ویلسون، امیلی کورودا، دوین راتری، ایندیا د بوفور و اریکا کریستنسن بازیگران فیلم هستند. کیمی در تاریخ ۱۰ فوریه ۲۰۲۲، توسط اچ‌بی‌او مکس به نمایش درآمد، و به‌طور کلی با واکنش‌های مثبتی از سوی منتقدان همراه بود.

## داستان
آنجلا( زوئی کراویتز )که یک کارمند فناوری است دچار اختلال آگورافوبیا است. او در آپارتمانش تنها زندگی می کند و بخاطر اختلالش به صورت دور کاری برای شرکتی کار می کند و جریانات فیلم هم راستا با واقعه دنیاگیری کووید-۱۹ در سیاتل رخ می دهد ، آنجلا در حین بررسی یک جریان داده، شواهدی از یک جنایت برنامه ریزی شده خشونت‌آمیز که علیه یک زن است را کشف می‌کند، و وقتی سعی می‌کند تا این اطلاعات را با نظارت شرکت خود به اف بی آی گزارش دهد، با مقاومت و دیوان‌سالاری مواجه می‌شود. برای درگیر شدن با این مسأله، او آپارتمان خود را ترک میکند و با ورود به خیابان‌های شهر که پس از تصویب قانون شورای شهر نسبت به محدودیت آمد و رفت جمعیت بی‌خانمان‌ها مملو از معترضان بود، با بزرگترین ترس خود مواجه شود و پس از کمی تعقیب و گریز از سه فردی که برای ساکت کردن او از طرف شرکتش استخدام شده بودند، با کمک یکی از همسایگانش ( دوین راتری ) موفق می شود از پس این چالش بسلامت بر بیاید و صاحب شرکتی که در آن کار می کرد را بخاطر مشارکت در جنایت رسوا کند. 